# Carl Eldh (poet)
Carl Eldh, född 1690, död 1727, var en svensk poet.

## Biografi
Eldh var son till överdirektören vid tullverket i Göteborg Nils Eldh (1666-1746) och blev student vid Uppsala universitet 1704.
Uppgiften att han arbetade som aktuarie i Statskontoret är felaktig. 
Han började tidigt att skriva vers. År 1725 utgav han Myrthen och cypresser, tid efter annan opfundne och sammanbundne af Carl Eldh (omtryckt av Per Hanselli 1871), en samling bröllops- och begravningsdikter, delvis av pietistisk anstrykning. Eldh skrev även kärleksdikter och skämtvisor, mestadels på alexandriner eller i sonettform.